# Nederlandse kampioenschappen zwemmen 1943
De Nederlandse kampioenschappen zwemmen 1943 werden gehouden op 14 en 15 augustus 1943 in Leiden, Nederland.
De Nederlands-Duitse Erna Westhelle, die kort tevoren het Duitse kampioenschap won, deed niet mee aan de 100 meter rugslag. Jopie Waalberg moest vanwege een verzwikte voet eveneens verstek laten gaan op de 200 meter schoolslag. Een half jaar later zou Waalberg haar carrière definitief beëindigen. Meervoudig Nederlands kampioene Rie Thuis-van Veen was ook niet van de partij.

## Zwemmen

### Mannen
| Afstand:           | Goud:                       | Tijd    | Zilver:                    | Tijd    | Brons:                      | Tijd    |
| 100 m vrije slag   | Joop van Merkesteyn Haarlem | 1.03,6  | Sam Moolenaar Het Y        | 1.03,8  | Frits Ruimschotel HZ&PC     | 1.06,0  |
| 400 m vrije slag   | Frits de Geest HPC          | 5.25,0  | Frits Ruimschotel HZ&PC    | 5.34,0  | Joop van Merkesteyn Haarlem | 5.42,4  |
| 1500 m vrije slag  | Frits Ruimschotel HZ&PC     | 22.42,4 | A. A. van den Bogaerde DWR | 23.48,6 | G. Schadd RZC               | 23.49,6 |
| 100 m rugslag      | Frits de Geest HPC          | 1.16,0  | Frits Maus Haarlem         | 1.17,0  | E. Slegtenhorst Zian        | 1.18,0  |
| 200 m schoolslag   | Herman Smitshuijzen AZ '70  | 2.53,2  | Wim Seton Zian             | 3.01,4  | H. Verhoef NZC              | 3.03,4  |
| 4x200 m vrije slag | Het Y                       | 10.42,1 | HPC Heemstede I            | 10.48,8 | Zwemclub Haarlem            | 10.50,0 |

### Vrouwen
| Afstand:           | Goud:                              | Tijd   | Zilver:                  | Tijd   | Brons:                            | Tijd   |
| 100 m vrije slag   | Bep van Schaik De Meeuwen          | 1.10,0 | Thea Snoeks ADZ          | 1.13,2 | Marie-Louise Vaessen ZON          | 1.14,1 |
| 400 m vrije slag   | Bep van Schaik De Meeuwen          | 5.51,9 | Teuna Burggraaf Het Y    | 5.52,0 | Annie Veldhuijzen De Robben       | 6.16,0 |
| 100 m rugslag      | Iet Koster-van Feggelen De Meeuwen | 1.19,0 | Greetje Galliard ADZ     | 1.20,8 | Thea de Haan Zian                 | 1.24,0 |
| 200 m schoolslag   | Nel van Vliet De Robben            | 3.05,8 | Willy Haverlag De Robben | 3.06,2 | Hanneke van der Straten De Robben | 3.09,7 |
| 4x100 m vrije slag | De Meeuwen                         | 5.10,4 | ADZ                      | 5.13,5 | RDZ                               | 5.18,2 |

## Schoonspringen

### Mannen
| Onderdeel: | Goud:                   | Score  | Zilver:                | Score  | Brons:               | Score |
| 3 m plank  | Clemens de Goede AZ '70 | 107,13 | Nico van der Voort HPC | 105,18 | W. van der Ban Aegir | 95,79 |

### Vrouwen
| Onderdeel: | Goud:            | Score | Zilver:             | Score | Brons:                | Score |
| 3 m plank  | Rie Muytjens ADZ | 98,30 | Toos van Dongen NZC | 89,30 | Jopie van Engelen HDZ | 85,75 |

Langebaan (50 meter):

1920 ·
1921 ·
1922 ·
1923 ·
1924 ·
1925 ·
1926 ·
1927 ·
1928 ·
1929 ·
1930 ·
1931 ·
1932 ·
1933 ·
1934 ·
1935 ·
1936 ·
1937 ·
1938 ·
1939 ·
1940 ·
1941 ·
1942 ·
1943 ·
1944 ·
1945 ·
1946 ·
1947 ·
1948 ·
1949 ·
1950 ·
1951 ·
1952 ·
1953 ·
1954 ·
1955 ·
1956 ·
1957 ·
1958 ·
1959 ·
1960 ·
1961 ·
1962 ·
1963 ·
1964 ·
1965 ·
1966 ·
1967 ·
1968 ·
1969 ·
1970 ·
1971 ·
1972 ·
1973 ·
1974 ·
1975 ·
1976 ·
1977 ·
1978 ·
1979 ·
1980 ·
1981 ·
1982 ·
1983 ·
1984 ·
1985 ·
1986 ·
1987 ·
1988 ·
1989 ·
1990 ·
1991 ·
1992 ·
1993 ·
1994 ·
1995 ·
1996 ·
1997 ·
1998 ·
Amersfoort 1999 ·
Drachten 2000 ·
Eindhoven 2001 ·
Amersfoort 2002 ·
Amsterdam 2003 ·
Amsterdam 2004 ·
Amsterdam 2005 ·
Eindhoven 2006 ·
Amsterdam 2007 ·
Eindhoven 2008 ·
Eindhoven 2009 ·
Eindhoven 2010 ·
Eindhoven juni 2011 ·
Eindhoven december 2011 ·
Amsterdam 2012 ·
Eindhoven 2013 ·
Eindhoven 2014 ·
Eindhoven 2015 ·
Eindhoven 2016 ·
Eindhoven 2017 ·
Amersfoort 2018 ·
Amersfoort 2019 ·
2020 ·
2021 ·
Amersfoort 2022 ·
Amersfoort 2023 ·
Amersfoort 2024

Kortebaan (25 meter):

1980 ·
1981 ·
1982 ·
1983 ·
1984 ·
1985 ·
1986 ·
1987 ·
1988 ·
1989 ·
1990 ·
1991 ·
1992 ·
1993 ·
1994 ·
1995 ·
1996 ·
1997 ·
's-Hertogenbosch 1998 ·
Nieuwegein 1999 ·
Nieuwegein 2000 ·
Alphen aan den Rijn 2001 ·
Eindhoven 2002 ·
Drachten 2004 ·
Amsterdam 2005 ·
Drachten 2006 ·
Amsterdam 2007 ·
Amsterdam 2008 ·
Amsterdam 2009 ·
Amsterdam 2010 ·
Amsterdam 2012 ·
Dordrecht 2013 ·
Tilburg 2014 ·
Tilburg 2015 ·
Hoofddorp 2016 ·
Hoofddorp 2017 ·
Tilburg 2018 ·
Tilburg 2019 ·
2020 ·
Den Haag 2021 ·
Den Haag 2022 ·
Den Haag 2023